# Сант'Антонио ди Галура
Сант'Антонио ди Галура (итал. Sant'Antonio di Gallura) је насеље у Италији у округу Сасари, региону Сардинија.
Према процени из 2011. у насељу је живело 1187 становника. Насеље се налази на надморској висини од 338 м.

## Становништво
Према резултатима пописа становништва 2011. у општини је живело 1.619 становника.
| 1931. | 1936. | 1951. | 1961. | 1971. | 1981. | 1991. | 2001. | 2011. |
| ----- | ----- | ----- | ----- | ----- | ----- | ----- | ----- | ----- |
| 1.169 | 1.238 | 1.496 | 1.557 | 1.501 | 1.570 | 1.636 | 1.625 | 1.619 |